# Sanjagān
Sanjagān (persiska: سَنجگان, سَنجِگان, سينجگان, سِنجِگان, سِنجگان, سنجگان) är en ort i Iran.   Den ligger i provinsen Qom, i den centrala delen av landet, 170 km sydväst om huvudstaden Teheran. Sanjagān ligger 1 742 meter över havet och antalet invånare är 336.
Terrängen runt Sanjagān är kuperad.Runt Sanjagān är det ganska tätbefolkat, med 100 invånare per kvadratkilometer. Närmaste större samhälle är Dastjerd, 8,6 km nordväst om Sanjagān. Trakten runt Sanjagān består i huvudsak av gräsmarker.